# James Barnet
James Johnstone Barnet (Almericlose, 1827 – Forest Lodge, 16 dicembre 1904) è stato un architetto scozzese naturalizzato australiano in servizio dal 1862 al 1890 per Colonial New South Wales..

## Biografia

### Primi anni
Figlio di un costruttore, Barnet studiò nel liceo locale. Nel 1843, all'età di sedici anni, si trasferì a Londra, dove divenne apprendista costruttore, studiando disegno con William Dyce alla Royal Academy of Arts e architettura con CJ Richardson al Royal Institute of British Architects. Divenne poi impiegato di opere con la Worshipful Company of Fishmongers. Nel 1854 si sposò e salpò per Sydney, con la nuova moglie Rosa. A Sydney lavorò prima come costruttore per Edmund Blacket, poi divenne Direttore dei Lavori dell'Università di Sydney.

### Architetto coloniale
Nel 1860 entrò a far parte dello studio di Architettura Coloniale. Nel 1862 era a capo dello studio; nel 1865 fu promosso alla carica di Architetto Coloniale. Mantenne tale incarico per venticinque anni, fino alla riorganizzazione dell'Ufficio nel 1890. 
In quel periodo il dipartimento costruì 169 uffici postali e telegrafici, 130 tribunali, 155 stazioni di polizia, 110 carceri, 20 fari e molti altri tipi di edifici. Le sue opere principali includono il General Post Office building a Sydney, Callan Park Lunatic Asylum, l'Australian Museum, l'edificio del Segretario Coloniale, l'edificio del Dipartimento del Territorio e l'Anderson Stuart Building dell'Università di Sydney.

### Progetti principali
Alcuni dei principali lavori completati da Barnet includono:
- Opere di difesa a Botany Bay, Port Jackson e Newcastle.
- Tribunali, carceri,  stazioni di polizia e uffici postali in tutto il New South Wales.
- Fari, tra cui la ricostruzione del Faro di Macquarie originariamente costruito da Francis Greenway, Smoky Capo Lighthouse a South West Rocks, Sugarloaf Point Light Station a Seal Rocks, Barranjoey Head a Palm Beach, Green Cape a Eden e cinque fari simili, Richmond River Light, Clarence River Light, Tacking Point Lighthouse, Crowdy Head Light e Fingal Head Light, costruito nel 1878-1880.

### Principali edifici pubblici a Sydney
- Australian Museum (nuova ala)

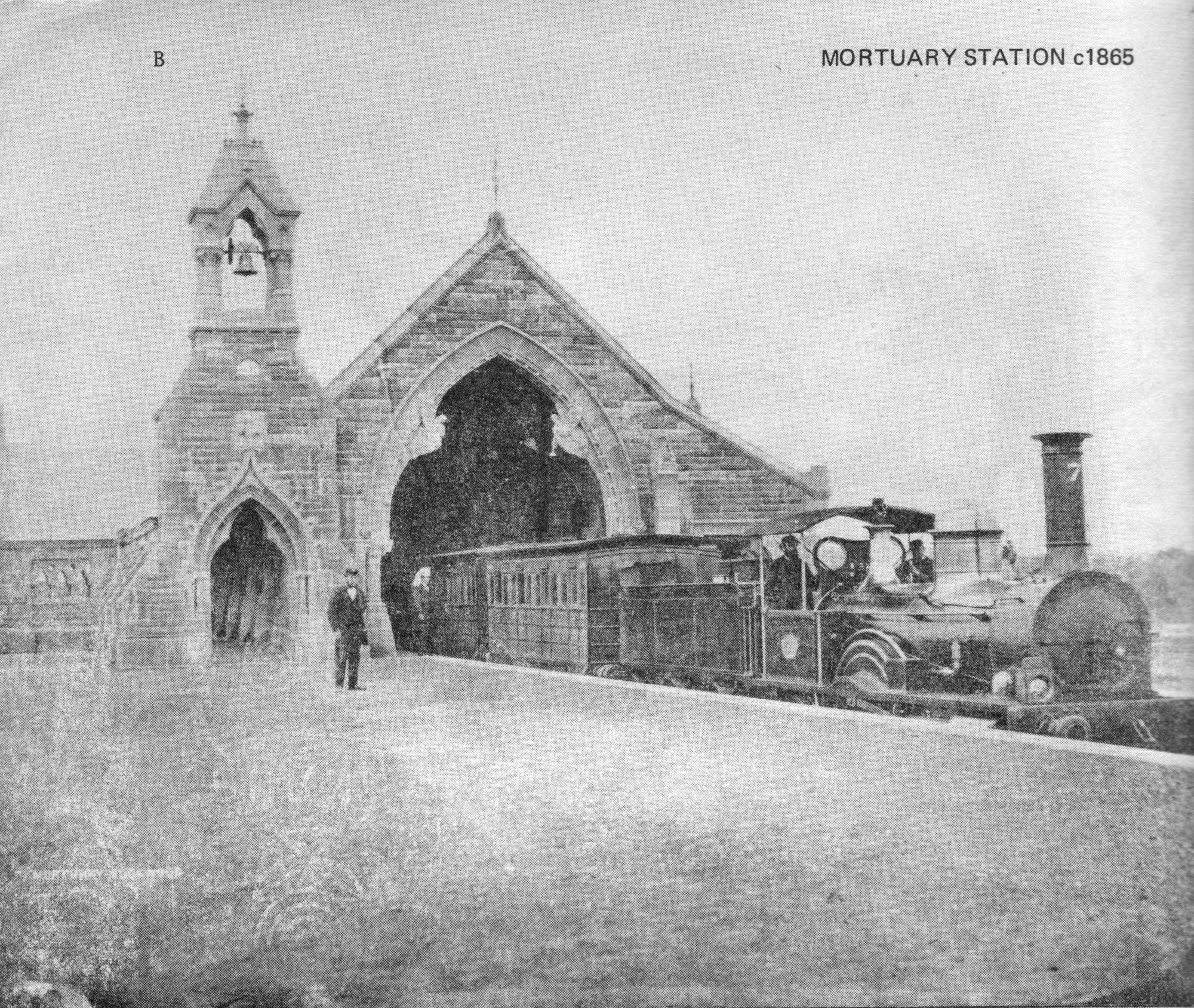
La stazione funeraria nel cimitero di Rookwood intorno al 1865

- Edificio del Segretario Coloniale
- Il manicomio di Callan Park
- Dogana
- Darlinghurst Court House
- Edificio del Dipartimento del Territorio
- East Sydney Technical College
- Ufficio postale generale
- Edificio della facoltà di medicina Anderson Stuart presso l'Università di Sydney
- Stazione mortuaria, ferrovia centrale
- North Sydney Post Office (aperto nel 1889 come St Leonards PO, ribattezzato 1890[3])
- Ufficio postale di Parramatta
- Costruzione di opere pubbliche
- Biblioteca di Stato del New South Wales
- Traffic Court No. 2, Sydney
- Victoria Lodge, giardini botanici

Lo studio dell'architetto coloniale si occupava anche della manutenzione degli edifici pubblici. Tra il 1865 e il 1881, Barnet aveva seguito 1.490 progetti e fu incaricato anche di altri ruoli: ad esempio, fu incaricato di organizzare la visita del duca di Edimburgo nel 1868. 

#### Edificio dell'Esposizione Internazionale di Sydney

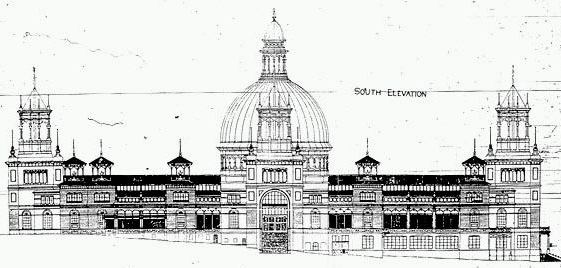
Disegno architettonico del Garden Palace, Sydney, prospetto sud

Nel 1879, Barnet fu incaricato della progettazione e della costruzione dell'edificio dell'Esposizione Internazionale di Sydney. L'ufficio dell'architetto coloniale completò questo grande progetto in nove mesi, compresa la preparazione di 412 disegni, la gestione della contabilità e dei pagamenti associati al progetto, e la supervisione dell'edificio. Turni notturni furono utilizzati per completare il progetto utilizzando la prima luce elettrica di Sydney. Anche se alla fine il progetto fu considerato un successo, Barnet fu costantemente criticato in Parlamento durante la costruzione. Il progetto superò di oltre tre volte il suo budget di 50.000 sterline, costandone 184.570.
Barnet fu precedentemente criticato nel 1874 per la nuova ala del Museo australiano dai fiduciari del Museo e da un comitato ristretto dell'Assemblea legislativa. Al contrario, anche nel 1874, la prima fase del suo ufficio postale generale a Martin Place ricevette alti elogi, mettendo da parte le tanto criticate figure scolpite nel portico.

### Edifici per la difesa
Tra il 1870 e il 1889 Barnet fu incaricato di progettare le difese della colonia. Barnet costruì nuove batterie e caserme. Nel luglio 1889, i lavori di difesa diventano di competenza del Dipartimento dei Lavori Pubblici. Il nuovo direttore era il tenente colonnello F.R. de Wolski. De Wolski criticò il lavoro di Barnet. Barnet non fu tempestivo nel consegnare i progetti e i documenti per le opere di difesa. C'erano state voci sul progetto della batteria di Bare Island a Botany Bay. Il 1º luglio 1890 fu istituita una Commissione Reale per indagare sulla locazione dei contratti e riferire sul completamento dei lavori. Le prove presentate dallo staff dello studio dell'architetto coloniale e di Barnet erano contraddittorie. La Commissione constatava che i lavori erano al di sotto degli standard e che la supervisione del progetto da parte dell'architetto coloniale non era adeguata. Mentre il ministro sosteneva Barnet, la censura della Commissione rappresentava una fine deplorevole della sua illustre carriera. Barnet si dimise come architetto coloniale. Egli riteneva che de Wolski avesse influenzato in modo significativo la Commissione e riteneva che le conclusioni della Commissione fossero ingiuste, meschine e dispettose.

## Approccio architettonico e Patrimonio Storico
L'opera di Barnet attingeva da una varietà di fonti classiche, talvolta con elementi provenienti da edifici specifici, con livelli di elaborazione o caratteristiche adatte alla funzione. Ad esempio, i suoi tribunali includevano spesso un audace portico neoclassico, mentre i suoi uffici postali avevano spesso una torre dell'orologio rustica all'italiana, ed entrambi i tipi di edifici presentavano spesso ampie verande o logge porticate, aree ombreggiate che si adattavano al caldo clima coloniale. Le sue opere più ampie come gli edifici dipartimentali di Sydney, il GPO e il Garden Palace hanno sintetizzato elementi di vari periodi del Rinascimento italiano, così come di architetti inglesi quali Christopher Wren e Charles Robert Cockerell, per creare composizioni di grande effetto. Quando opportuno, ha saputo anche progettare in un vivace stile Gothic Revival, in particolare le due stazioni ferroviarie del cimitero. Alcuni progetti successivi attinsero direttamente dal tardo Rinascimento, da quello che oggi chiamiamo manierismo e barocco, in particolare il Bathurst Goal, il Central Police Court e la Rocks Police Station.
Dopo il suo ritiro nel 1899 pubblicò una breve panoramica dell'architettura nella sua colonia di adozione, intitolata Architectural work in Sydney, New South Wales, 1788-1899. 
Non ha avuto molto tempo per i nuovi stili di architettura che stavano diventando di moda a Sydney alla fine dell'Ottocento, in particolare quelli che seguivano le tendenze americane. Barnet era anche critico nei confronti delle mode architettoniche domestiche, gremite di ciò che vedeva come ornamenti inutili, e "sormontato da piastrelle rosso fuoco provenienti dalla Francia". 

## Vita privata
Barnet morì nel 1904 e fu sepolto nella sezione presbiteriana del cimitero di Rookwood. Sua moglie era morta nel 1890. Ebbe quattro figlie e tre figli, due dei quali svolgevano la professione di architetto.

## Galleria d'immagini

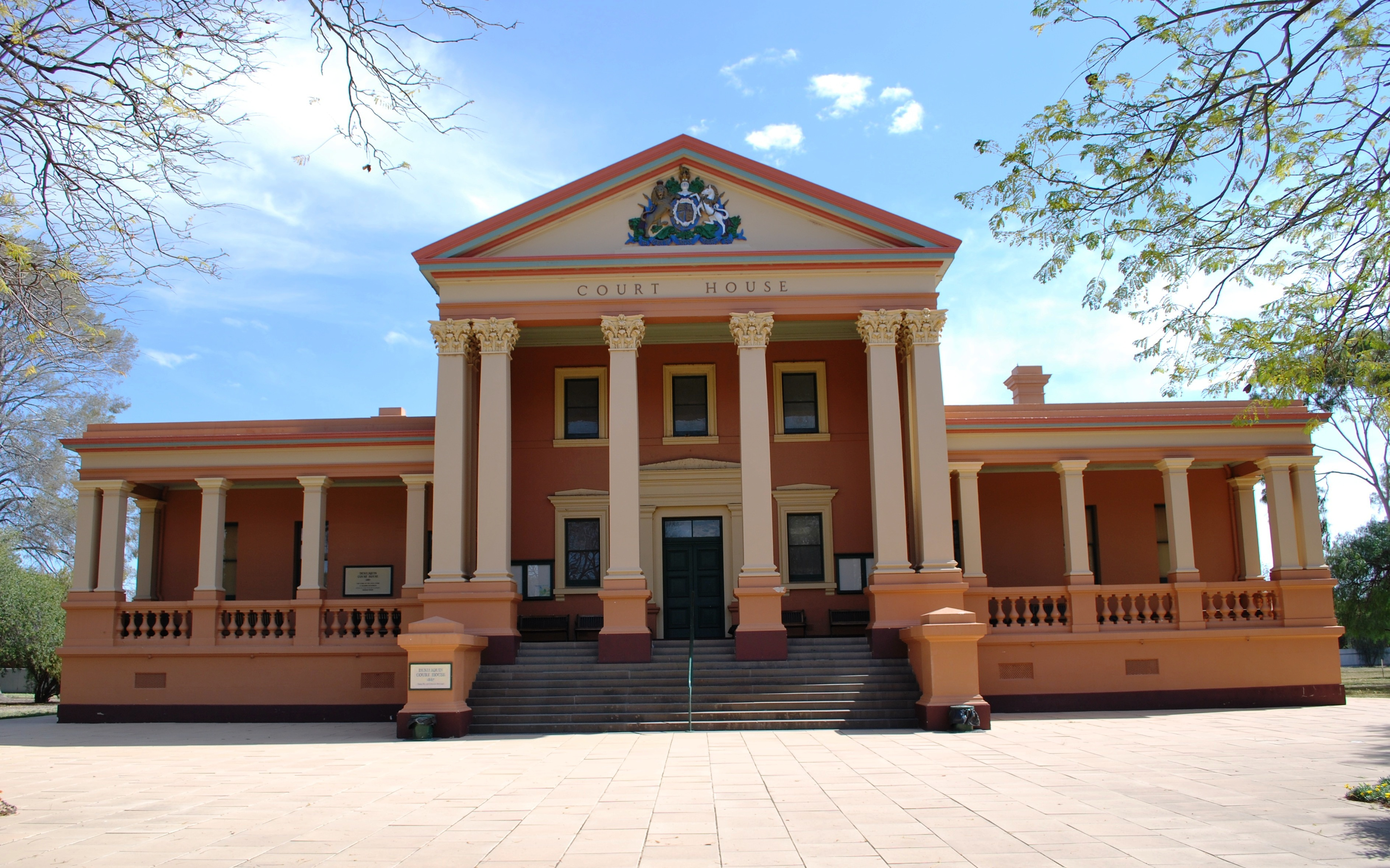
Corte di giustizia a Deniliquin, nel Nuovo Galles del Sud, occupata nel 1892
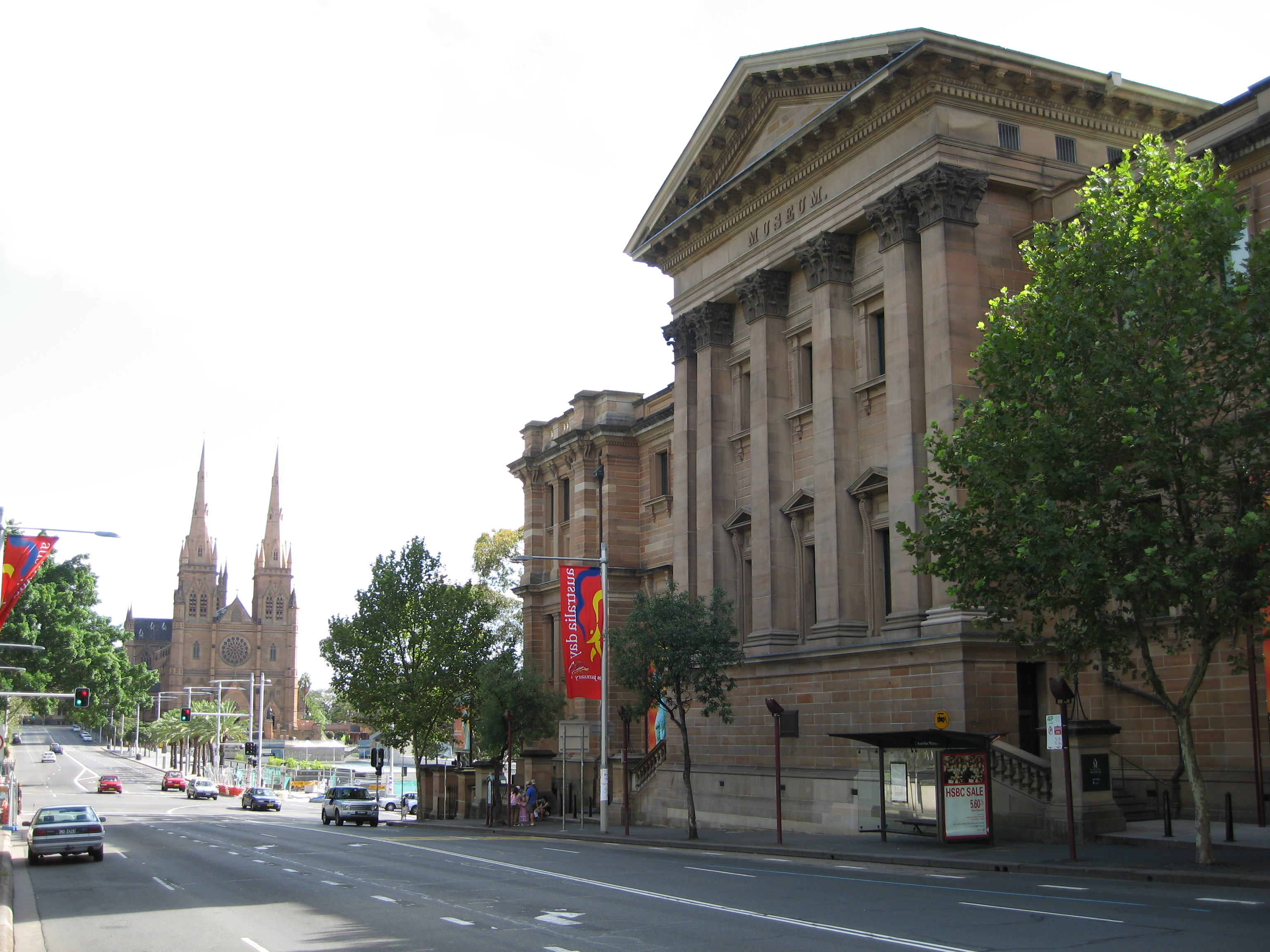
[en→it]Australian Museum in Sydney, opened 1857
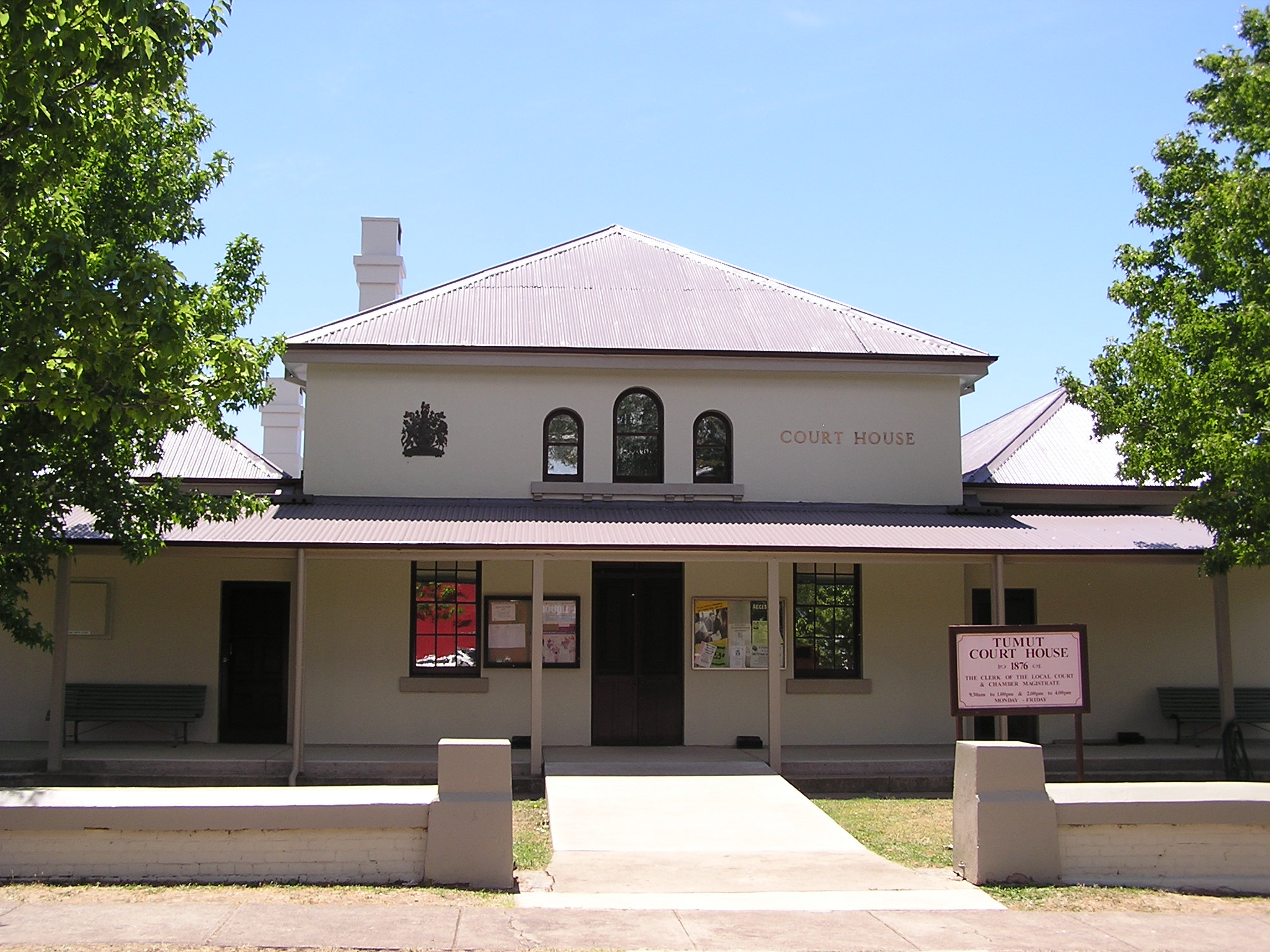
[en→it]Tumut Court House was completed in 1878 and the Stables in 1879
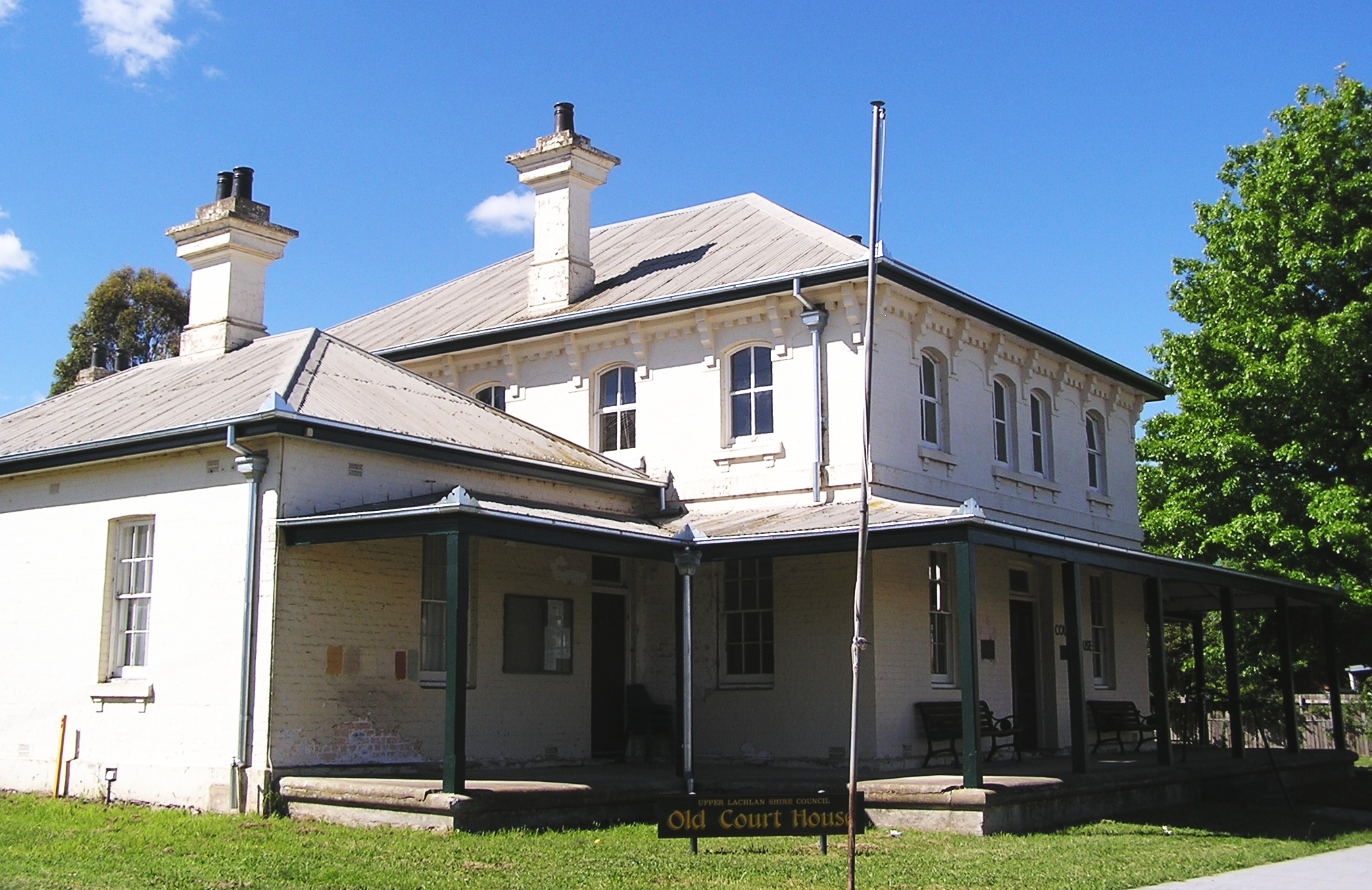
[en→it]Gunning Court House completed in 1879
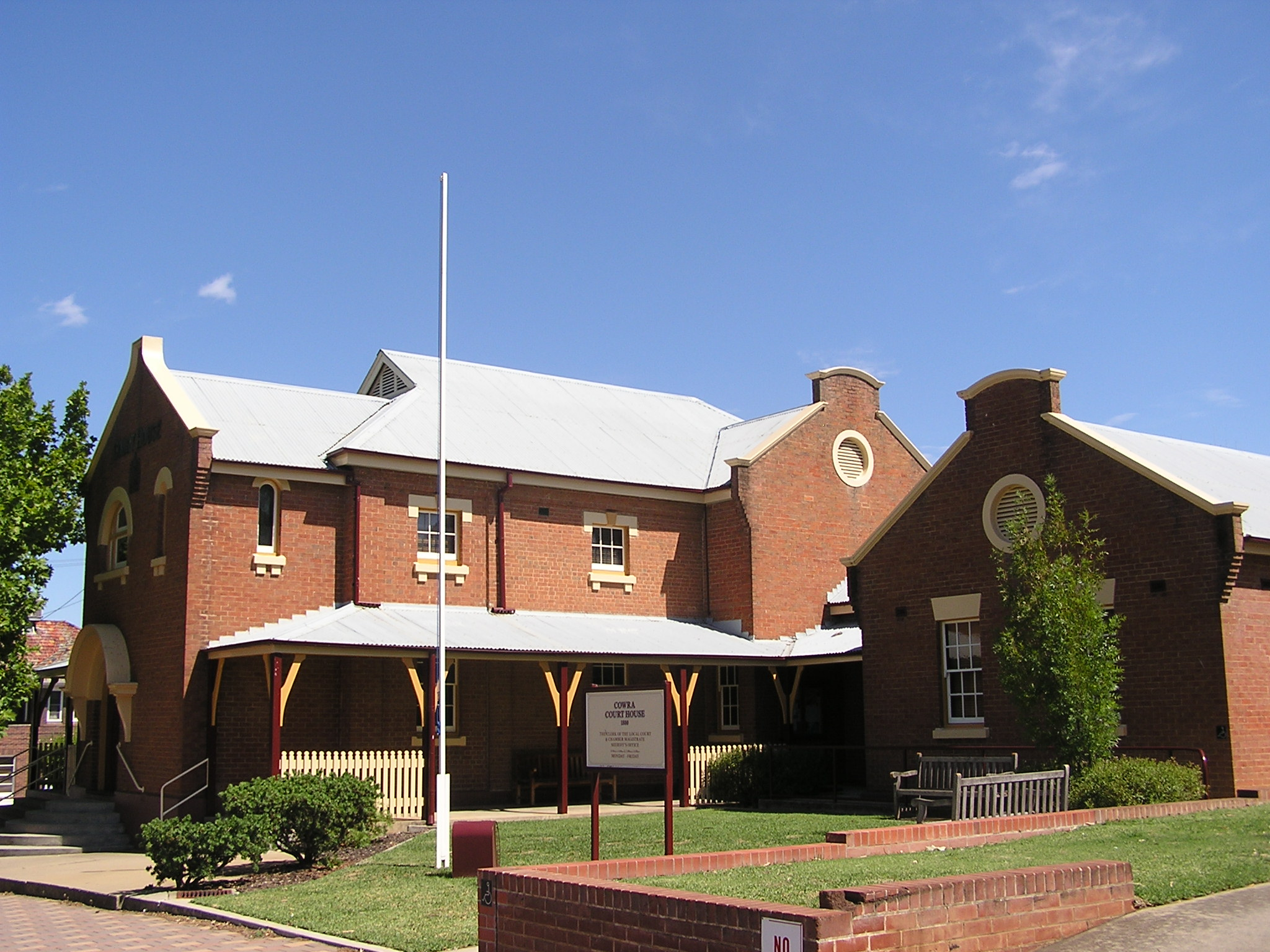
[en→it]Cowra Court House completed in 1879
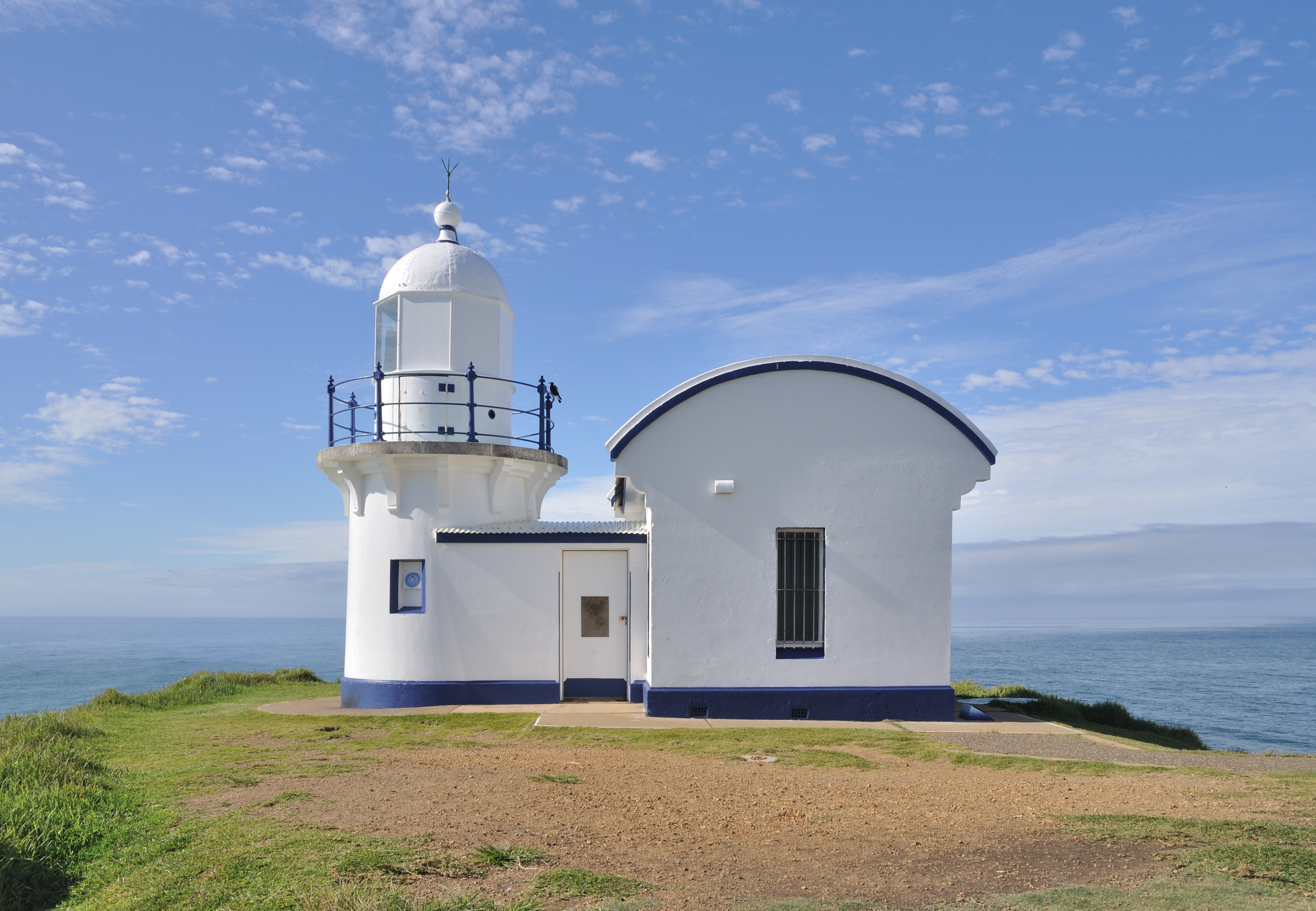
[en→it]Tacking Point Lighthouse, built in 1879
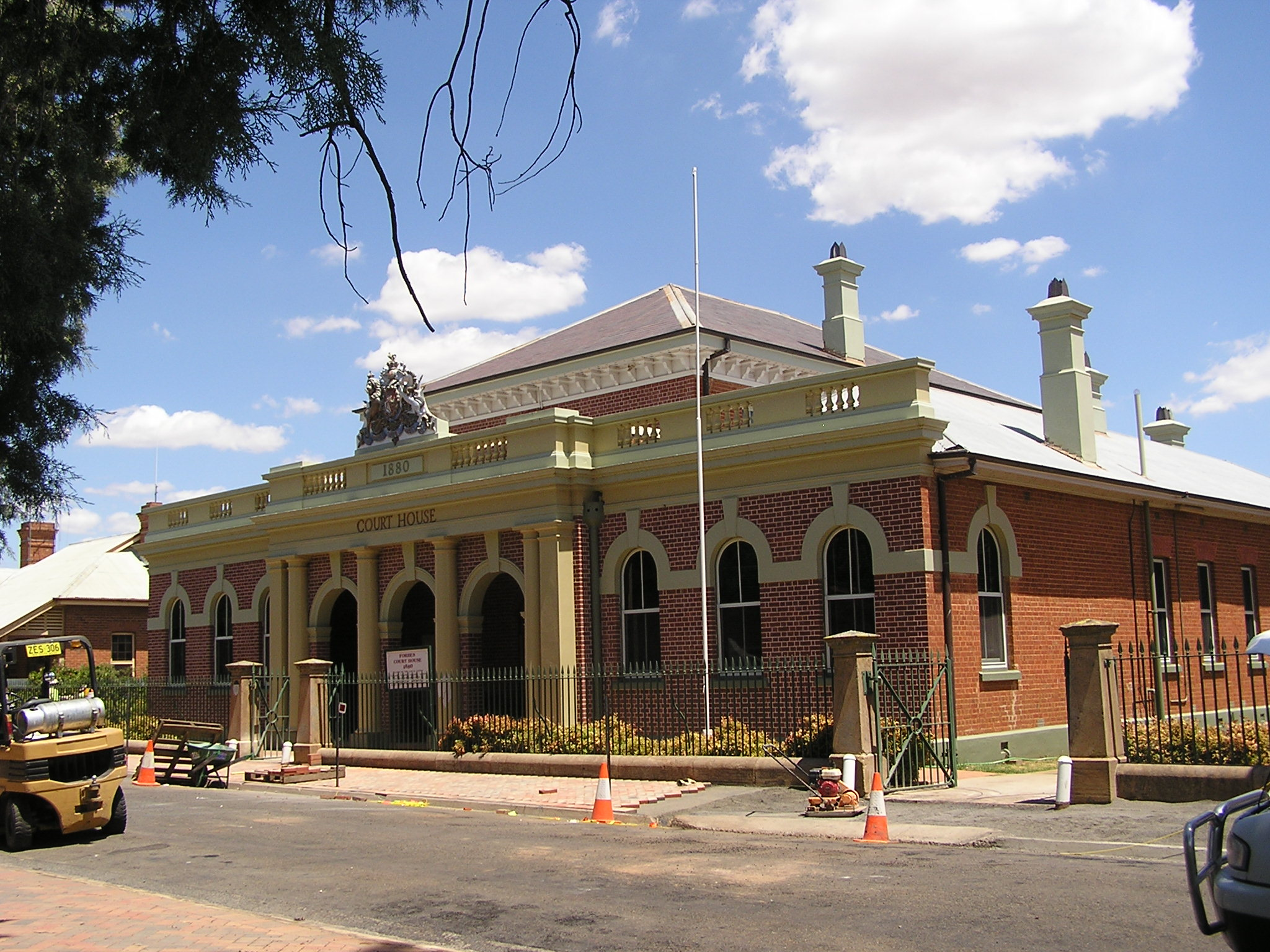
[en→it]Forbes - a Classical Revival courthouse completed in 1880
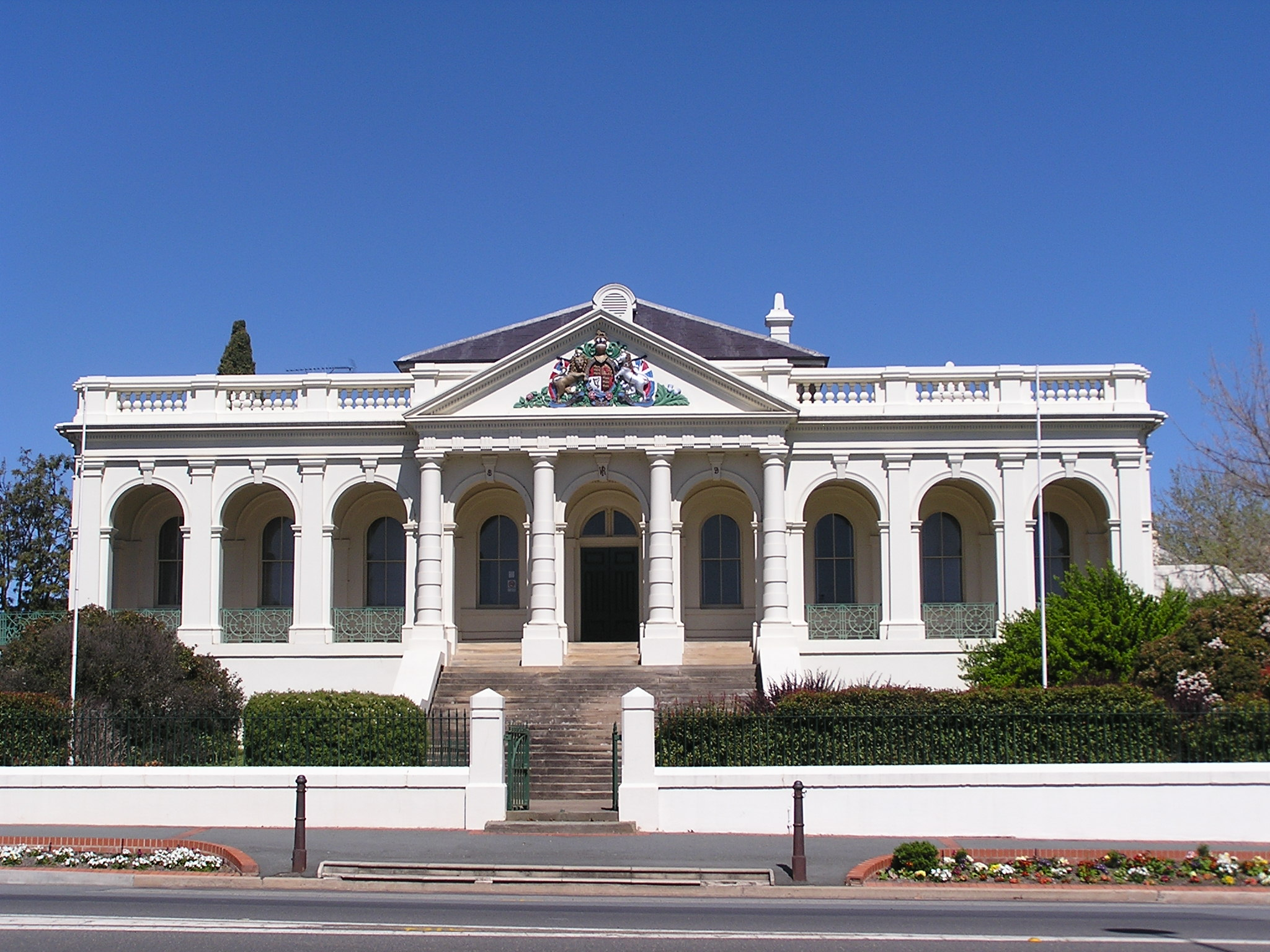
[en→it]Yass Court House was opened in 1880
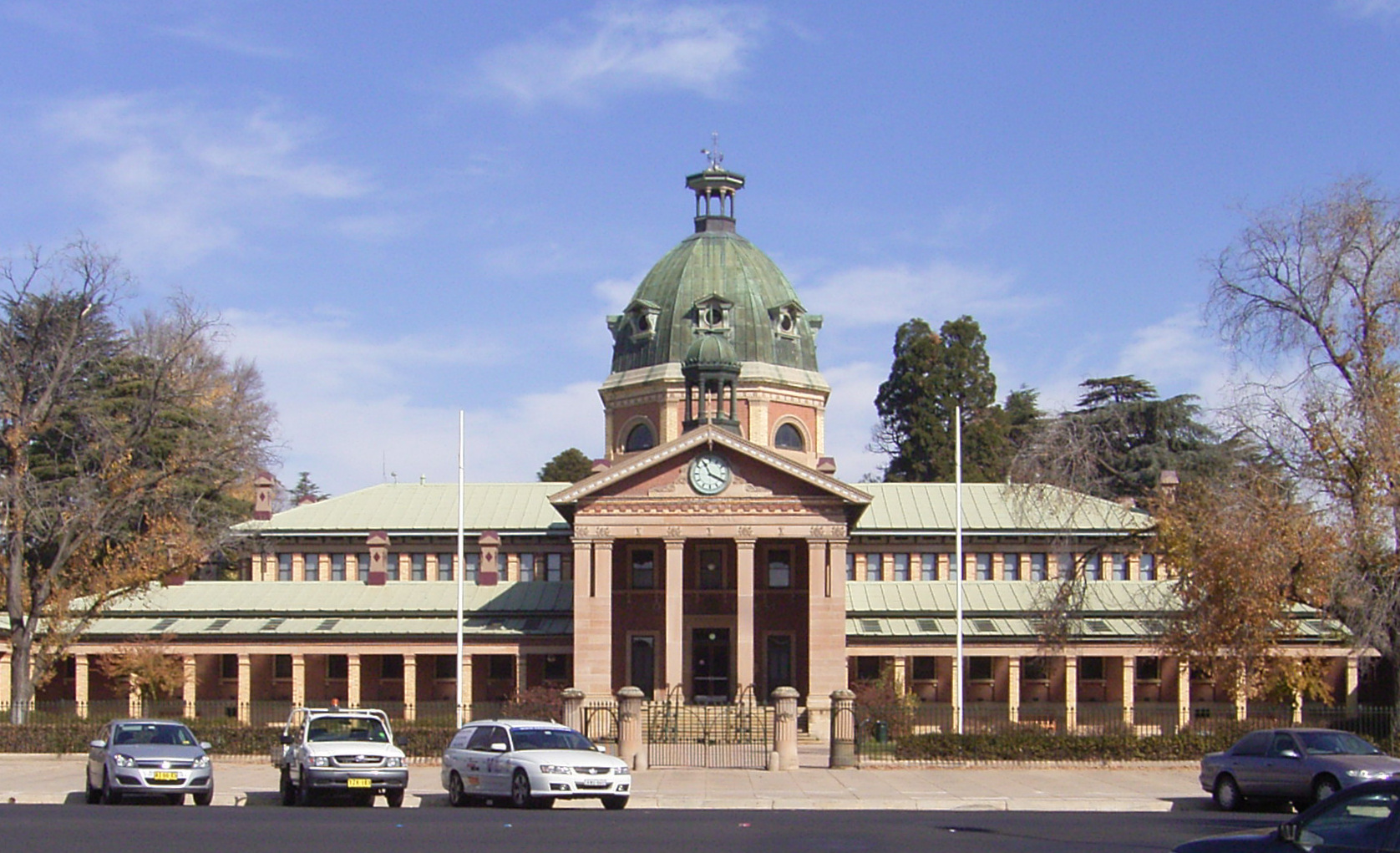
[en→it]Bathurst Court House was completed in 1880
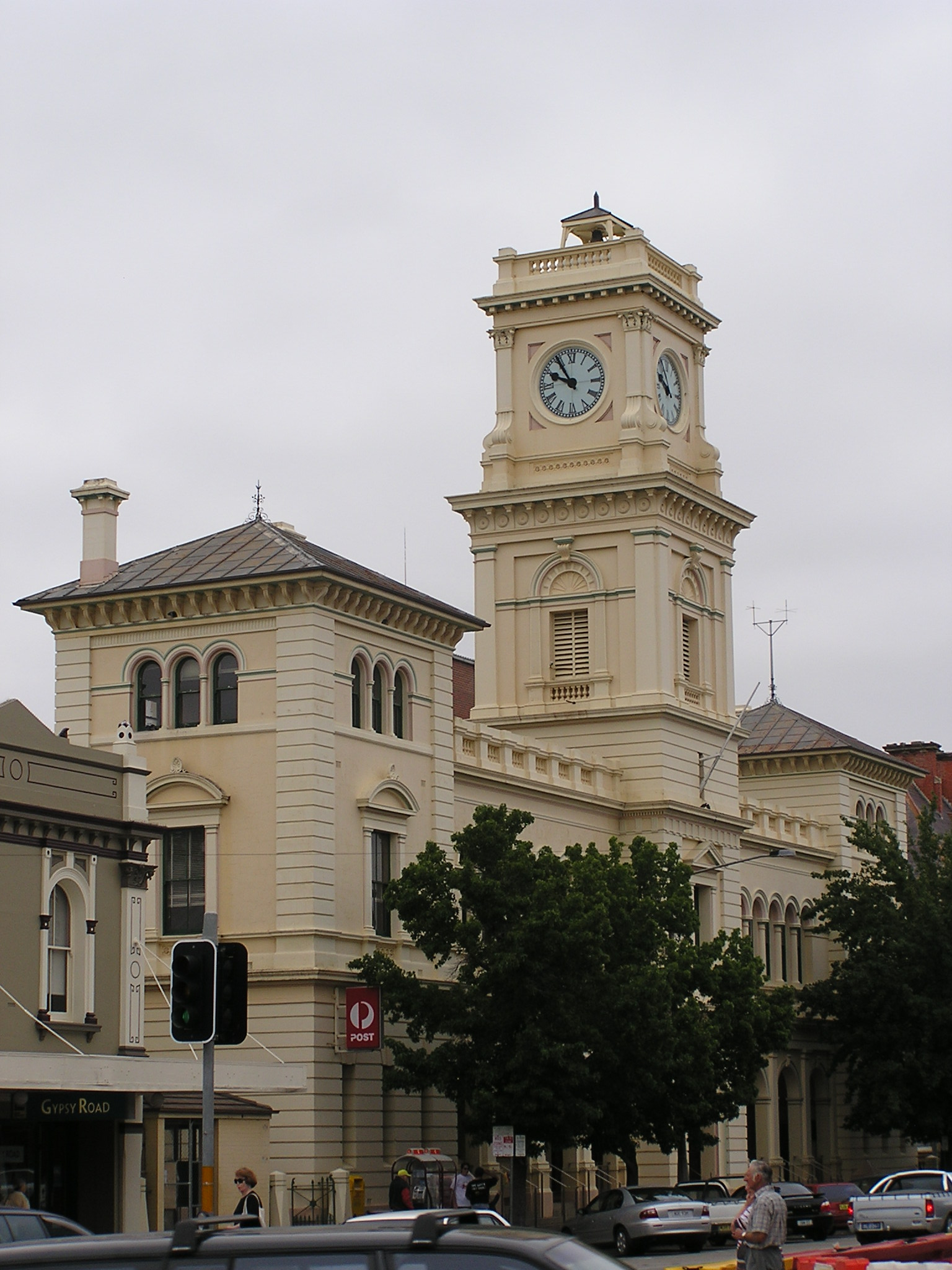
[en→it]Goulburn Post Office designed 1880/81
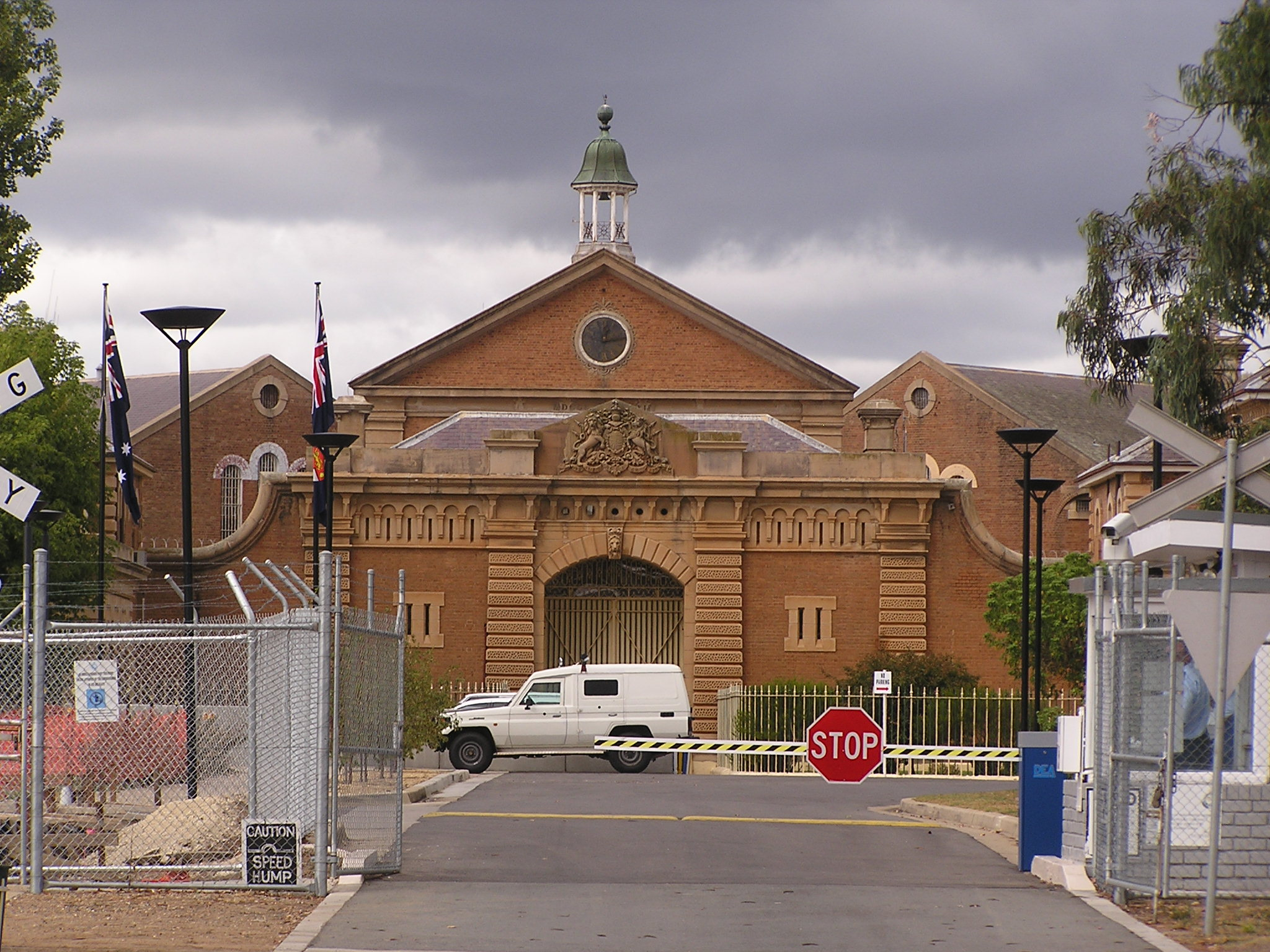
[en→it]Goulburn Gaol - main buildings designed 1884
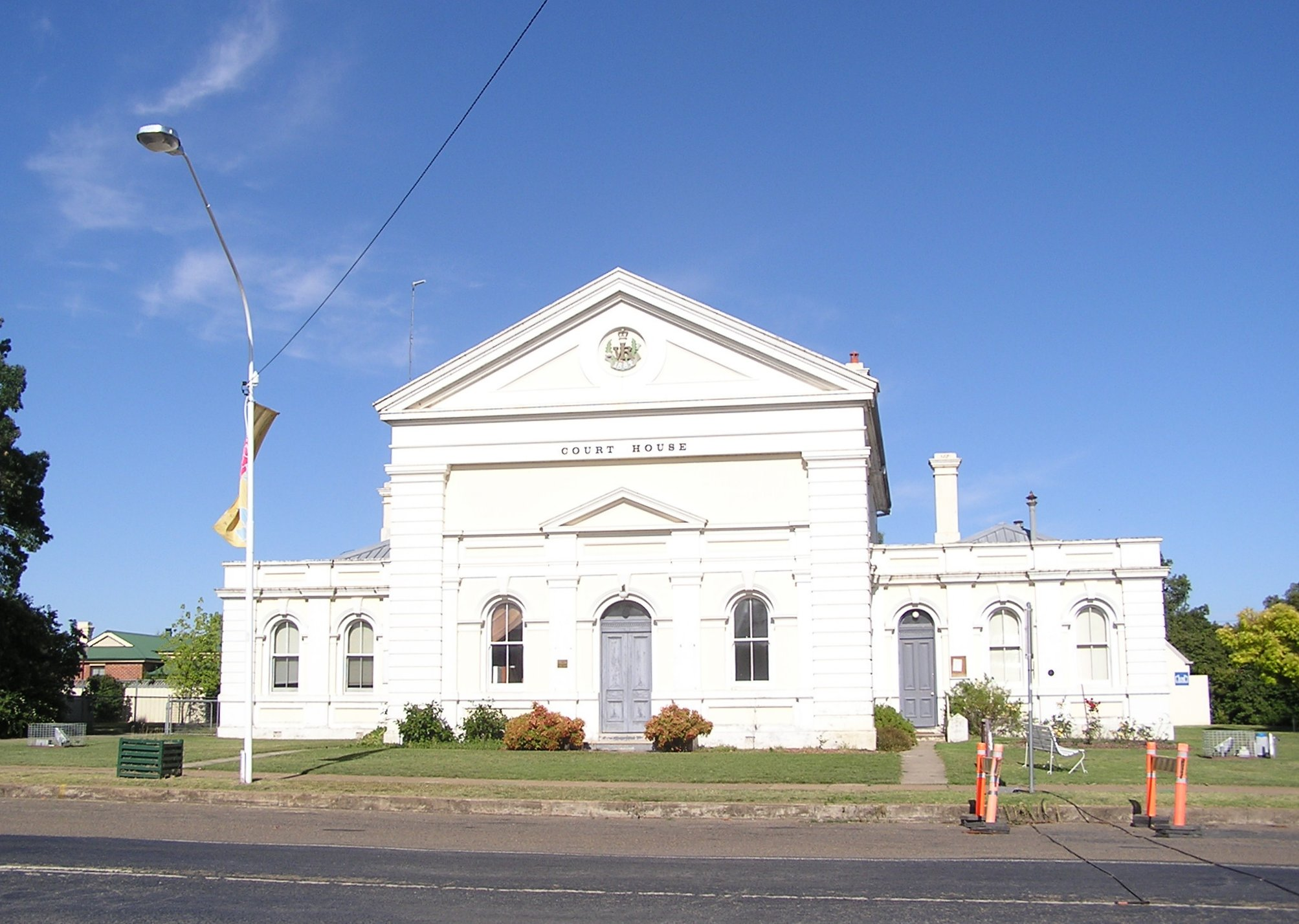
[en→it]Boorowa Court House completed 1884
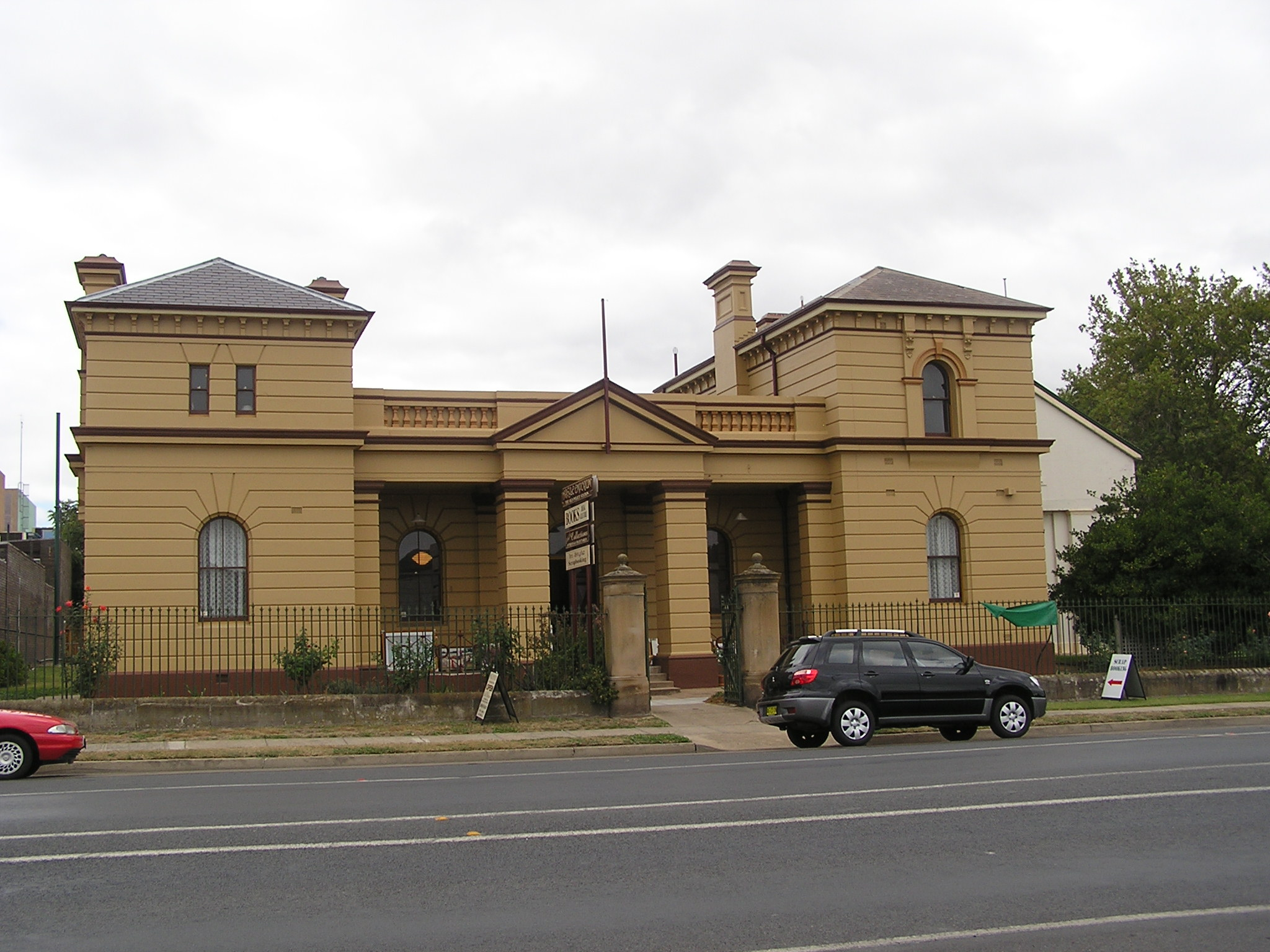
[en→it]Former Goulburn police station on Sloane Street, opened 1885
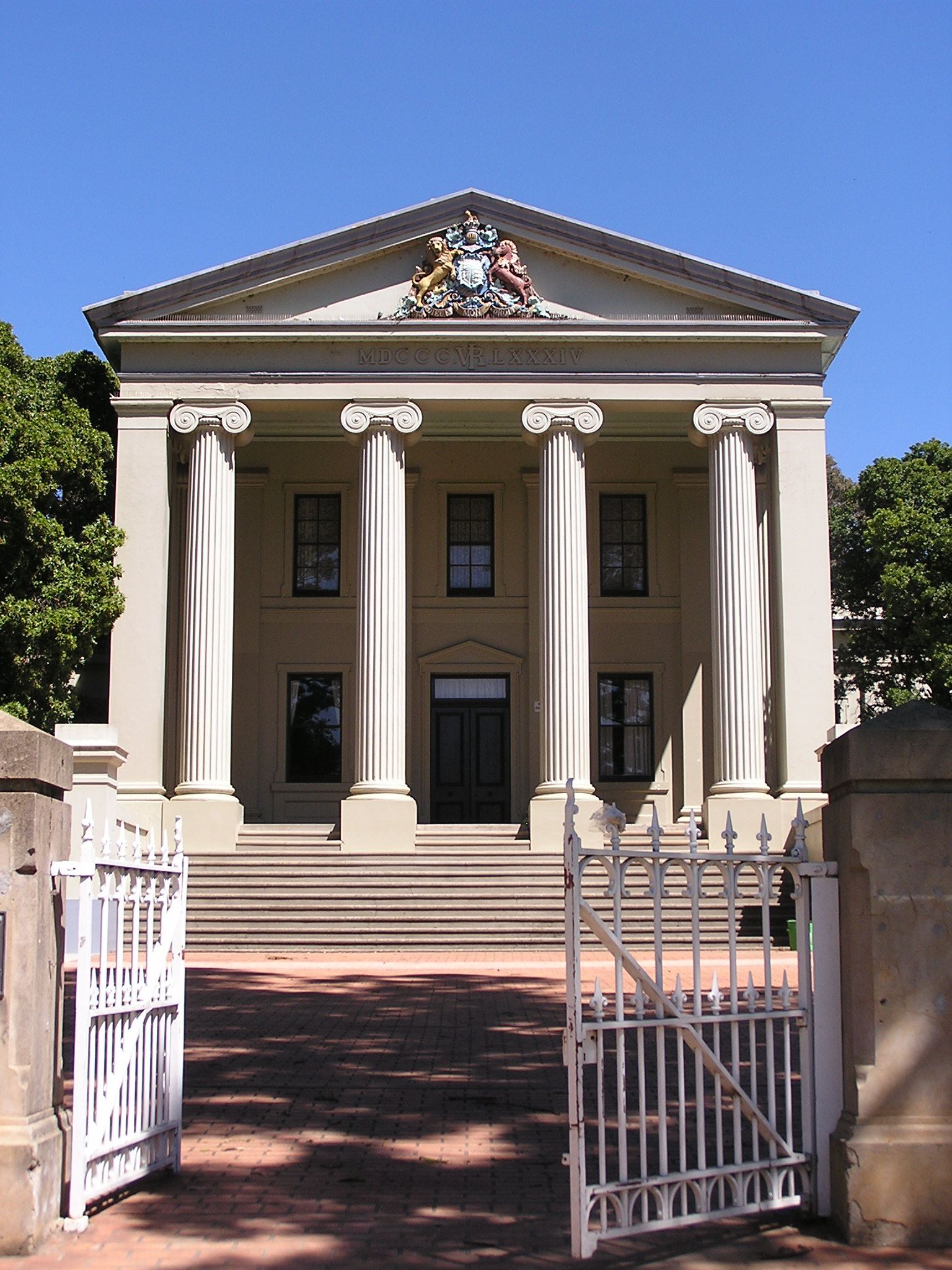
[en→it]Young Court House completed in 1886
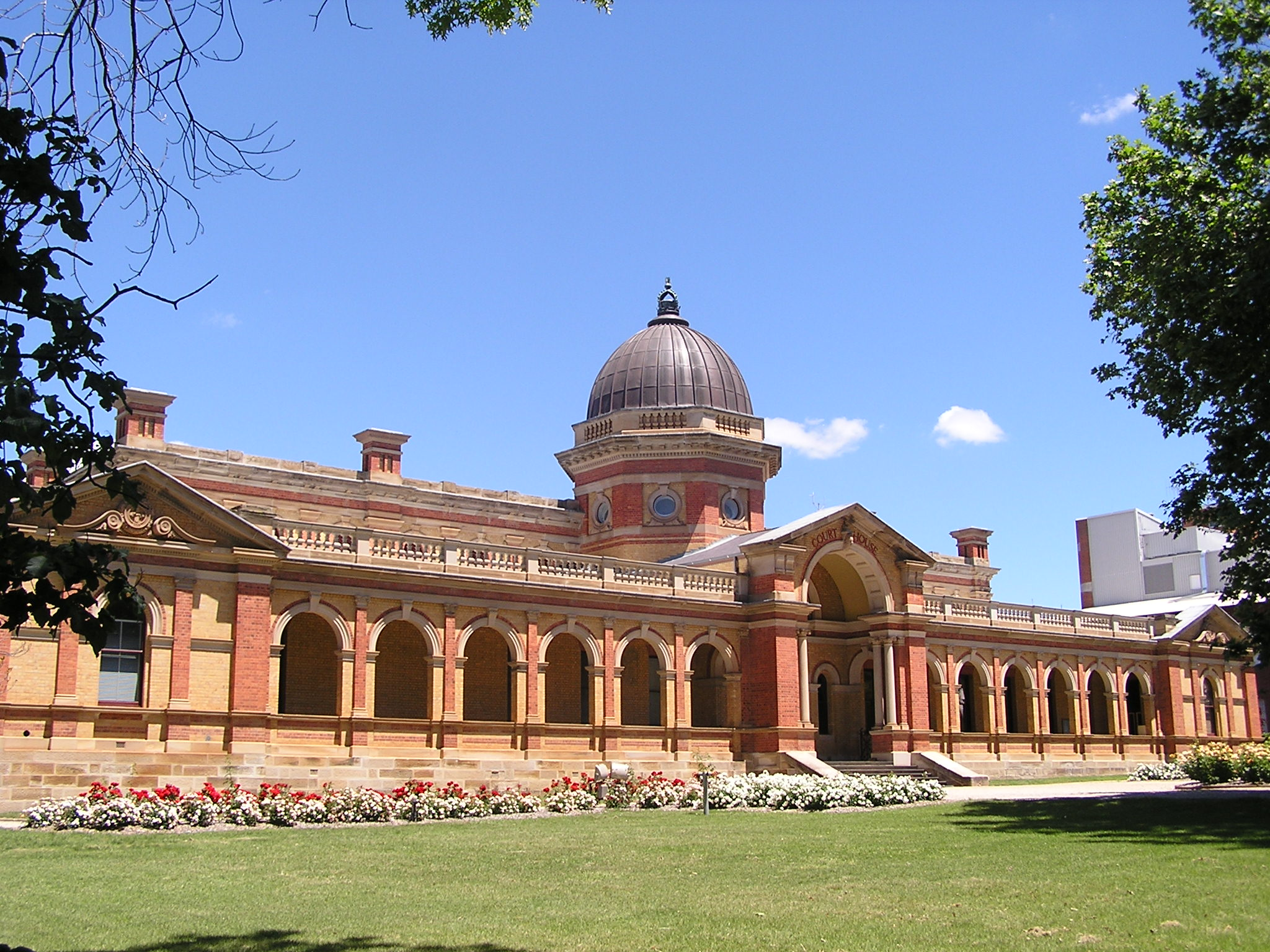
[en→it]Goulburn Court House; Italianate style; opened 1887
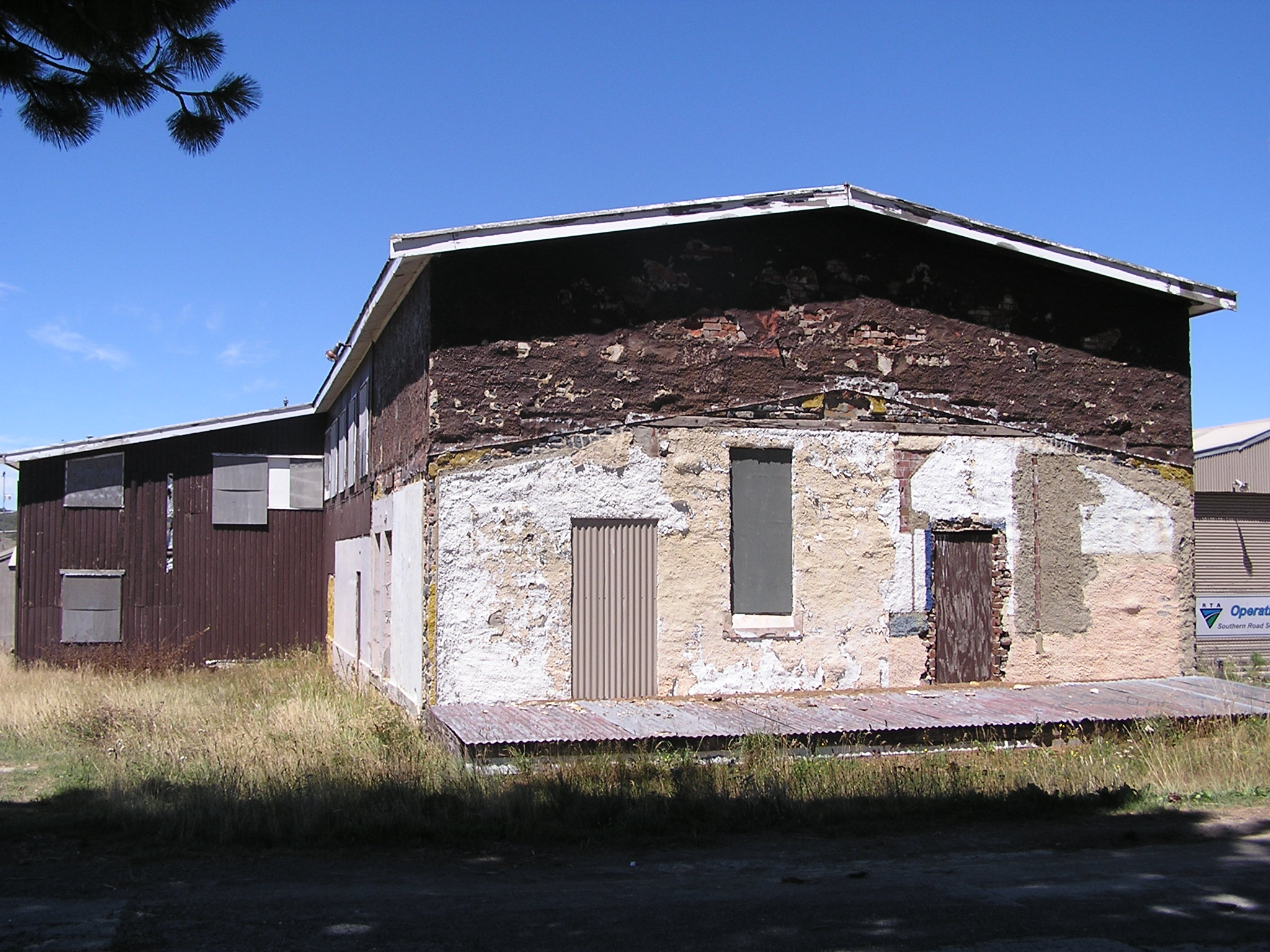
[en→it]The second Kiandra Court House completed in 1890
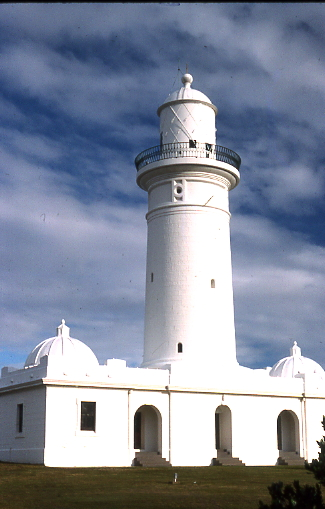
[en→it]Macquarie Lighthouse, opened in 1883
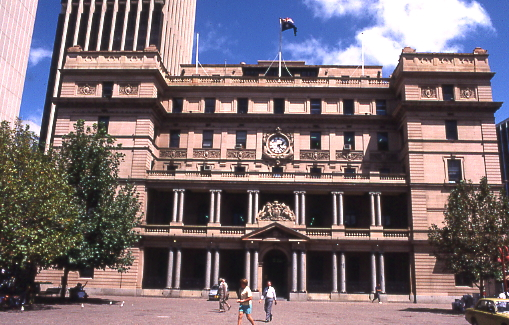
[en→it]Customs House, Sydney
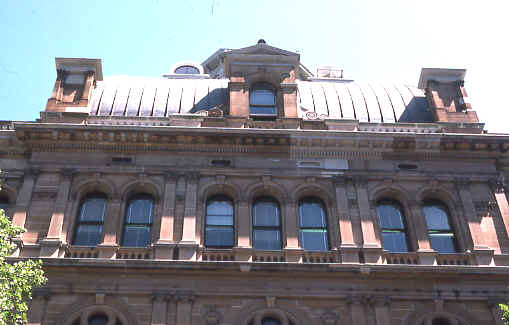
[en→it]Department of Lands, Sydney
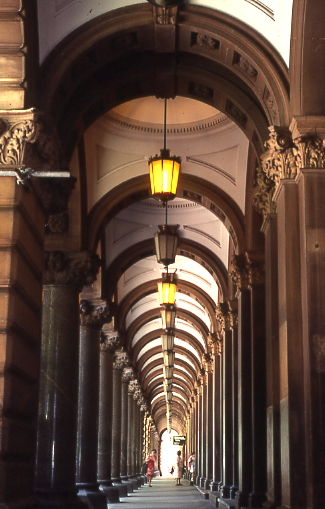
[en→it]General Post Office, Sydney
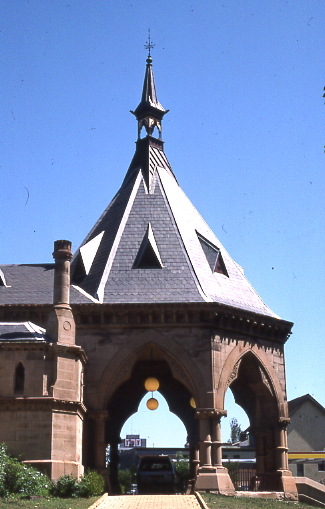
[en→it]Mortuary Station, Sydney
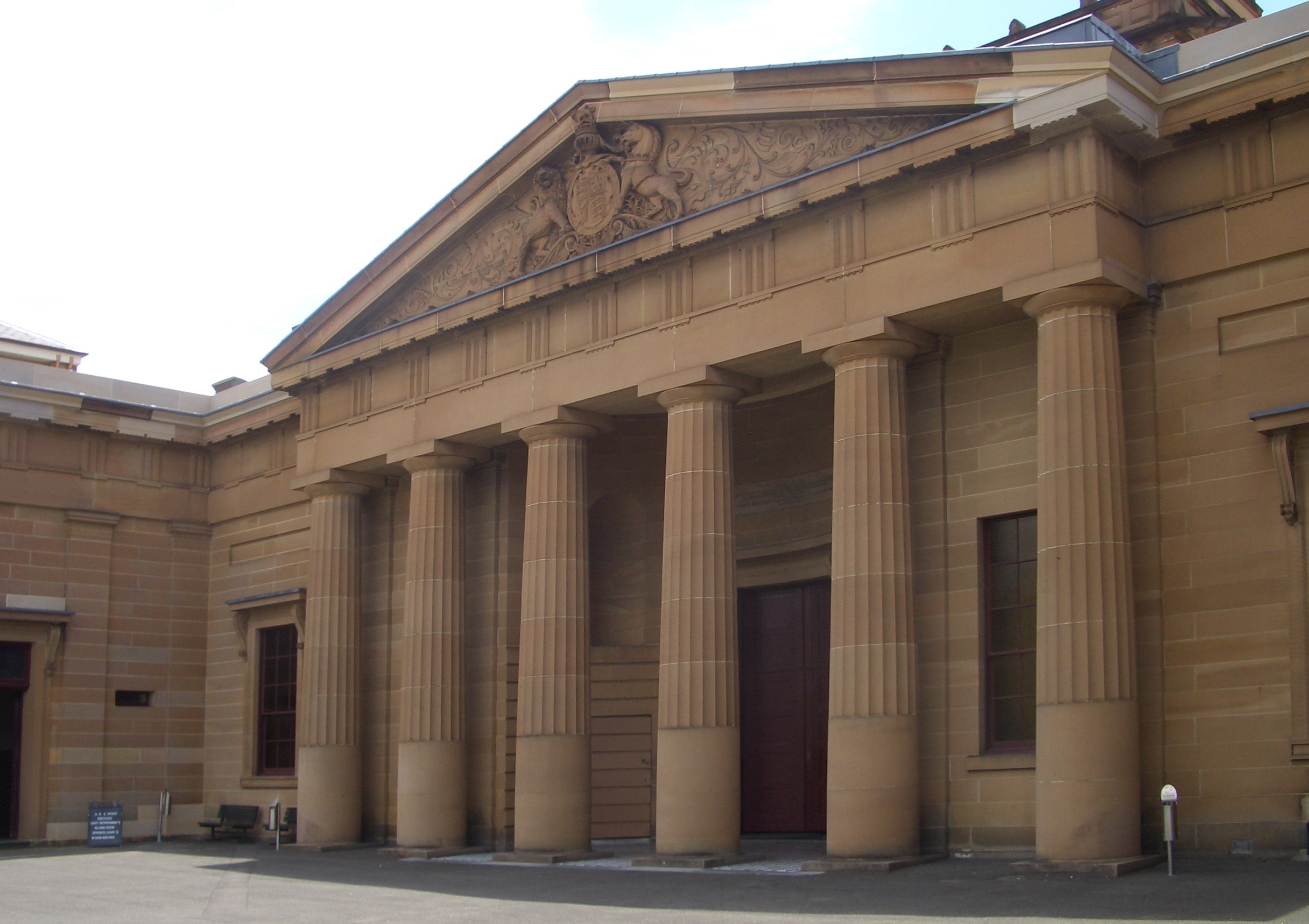
[en→it]Darlinghurst Court House, Sydney
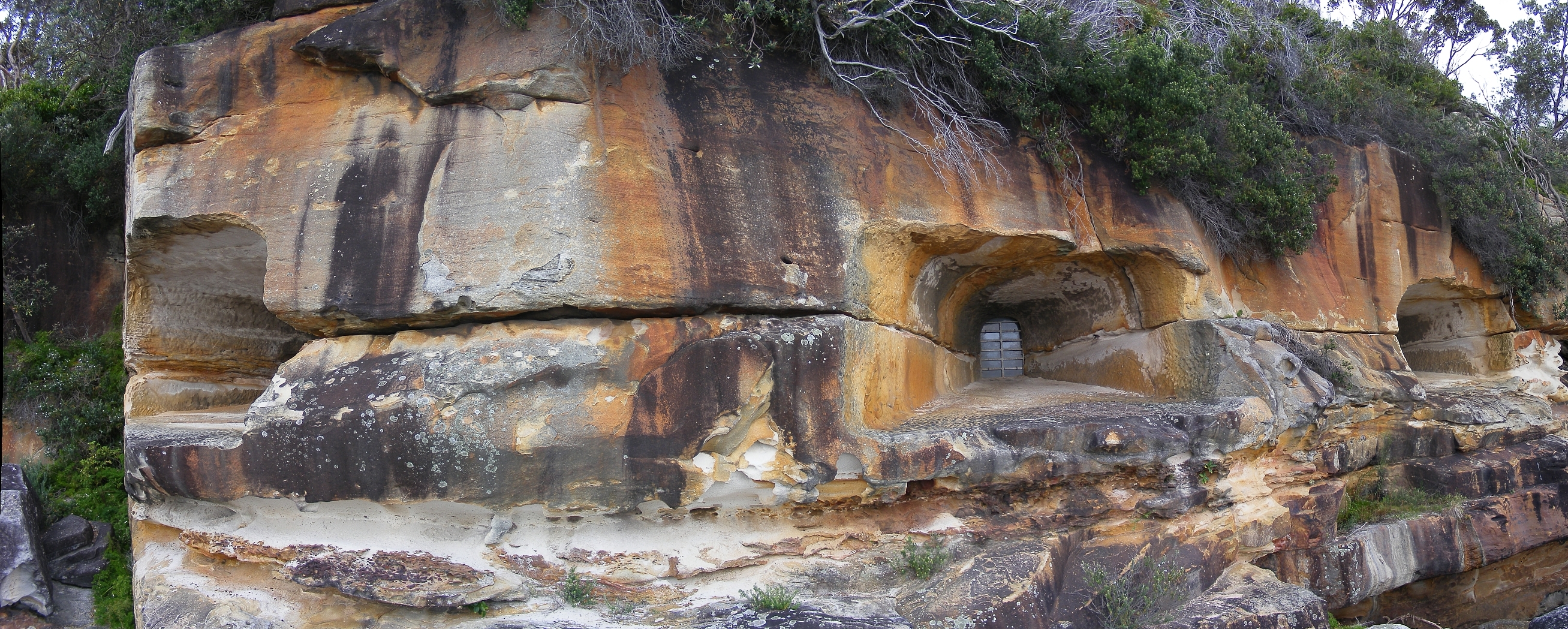
[en→it]The Beehive Casemate (designed by James Barnet) was carved into the cliff face at Obelisk Bay in Sydney Harbour around 1871